# Irlanda en los Juegos Olímpicos de Milán-Cortina d'Ampezzo 2026
Irlanda participará en los Juegos Olímpicos de Milán-Cortina d'Ampezzo 2026. Responsable del equipo olímpico es el Concejo Olímpico de Irlanda.